# Libra Records
Libra Records（ライブラレコード）は、日本のレコードレーベル。主に日本のヒップホップを取り扱う。

## 概要
同レーベル主催の隔月イベント「HOT POT SPOT」の立ち上げとほぼ時を同じくして、2003年5月に同イベント関係者数名で設立。2005年より
MCバトルの大会であるULTIMATE MC BATTLEを主催。
2009年より、自社スタジオ「Libra Studio Rec Labs」を設立。2011年よりDIY STARSベータ版に参入し、ULTIMATE MC BATTLEの予選映像を配信開始。また、UMB APPLICATIONをiPhone版、Android版ともに開発、販売開始。
有限会社Libraならびに代表取締役西原慶祐に対し、元従業員3名がパワハラ、暴力、給料未払いなどで損害賠償請求を起こした民事訴訟について2016年12月1日東京地方裁判所にて判決が出た。判決は被告有限会社Libraならびに代表取締役西原慶祐が原告である元従業員3名に対し、総額374万円の支払いを命じるものであった。

## 所属アーティスト
- YAMAZIN
- AXIS
- MC☆ニガリ a.k.a. 赤い稲妻